# Fiesta de la Beata Inés de Benigánim

## La Beata Inés
La Beata Inés fue una religiosa agustina descalza nacida en la villa de Benigánim. Vivió en el siglo XVII. Murió el 21 de enero de 1696 y fue la primera mujer valenciana en merecer el honor de los altares, hoy se la considera la gran mística y figura de la iglesia valenciana. En ella se conjugaban una gran simplicidad de carácter y mentalidad con una elevadísima y perfecta observancia y práctica de la religión y las virtudes cristianas. Su vida fue toda un continuo éxtasis, estando constantemente rodeada de raptos espirituales, apariciones y sucesos milagrosos. Su figura es receptora de una inmensa devoción por parte del pueblo valenciano y en especial de su villa natal. Así pues su fiesta de alguna manera es reflejo de ese gran amor que se le profesa y se convierte en un acto de alabanza a Dios agradeciendo a la Beata Inés su poderosa intercesión.

## Historia
La historia de la festividad a la Beata en Benigànim se inició a partir del año 1888 en que tuvo lugar la beatificación de la Madre Inés y la iglesia autorizó los cultos en honor de la religiosa beniganense. Organizada en ese año la Hermandad Inesina, que hoy perdura con más de 1.500 miembros, se empezó a celebrar la fiesta a la beata en su onomástica, el día de su muerte el 21 de enero. Igualmente se celebraron festejos solemnes en los dos veranos siguientes a la beatificación y en agosto de 1896, celebrando el segundo centenario de la muerte de la religiosa, en las cuales ante la presencia del beato cardenal Ciríaco María Sancha se bendijo la capilla-sepulcro de la agustina entronizando su cuerpo en su sepulcro. En los años cuarenta pasó a formar parte de la fiesta el acto de la procesión y en 1955 hizo su entrada en Benigánim el grupo procesional de la Beata que se venera en la actualidad. Desde entonces ha ido conformándose la fiesta en su morfología actual y cabe destacar que en febrero de 1988, con motivo del centenario de la beatificación tuvieron lugar unos solemnes festejos que abarcaron varios días en que se aglutinaron numerosos actos religiosos.

## La Fiesta
el 21 de enero es la gran fiesta de Benigànim. En este día la iglesia celebra la memoria de la Beata Inés y en su villa natal se celebra con alborozo esta grandiosa festividad. Benigànim se llena de miles de devotos que acuden para rendir homenaje a la Beata Inés. Es una celebración única en donde confluyen la intensa religiosidad con el arte y la cultura popular en una celebración que tramita su declaración de interés turístico. Destaca muy en especial la procesión vespertina con calles engalanadas y las tradicionales representaciones de la beata, lo que se conoce como "milacres".

## Novena
Se celebra del 12 al 20 de enero, y es el acto más antiguo, durante estos nueve días tiene lugar el rezo del Rosario, ejercicio de la novena a la beata y celebración de la Eucaristía junto con otros actos como la unción de enfermos. Se cuenta entre los actos más populares así como de mayor afluencia. 

## Hoguera
La noche del 20 de enero, víspera de la fiesta tiene lugar la quema de una monumental hoguera en la plaza de la Beata frente al monasterio de las agustinas descalzas. Una costumbre popular valenciana que tiene como fin purificar Benigánim para los festejos del día 21.

## 21 de enero. Día y fiesta de la Beata Inés
- Despertà de la Aurora

Es uno de los actos más tradicionales. Celebrada en la madrugada del día 21 consiste en que un grupo de vecinos marche por las calles cantando coplas populares a diversos santos ante sus retablos cerámicos, conventos, iglesias o capillas diseminados por el entramado urbano.
- "Despertà de tronaors" y primera misa

A las siete de la mañana se celebra otra despertà, en este caso más ruidosa con cohetes. A la misma hora en la iglesia de la Beata se celebra la primera misa con notable afluencia de fieles.
- Misa de comunión general

A las ocho de la mañana tiene lugar la segunda Eucaristía que oficia el predicador de la novena. La afluencia de devotos en numerosísima, hasta el punto de que en ocasiones algunos han de seguir la misa desde la calle.
- Misa mayor

Celebrada en la plaza de la Beata agrupa a más de un millar de personas que abarrotan la plaza e incluso el templo. Es el acto central de la mañana que suele presidir algún personaje destacado de la iglesia. 

### Procesión
A las cinco de la tarde se inicia el acto más destacado, conocido y participativo de la fiesta. Es la solemne procesión de la Beata Inés de Benigànim. Este acto en el que suelen participar alrededor de unas 11.000 personas, supera el número de habitantes de Benigànim.     
Los recorridos por los que transcurre el desfile procesional varían cada año, y las calles de este son profusamente engalanadas por los vecinos que como todo un acontecimiento se han preparado durante meses. Pintan el suelo, cuelgan banderas y colocan adornos que manualmente han preparado ideando con su imaginación ricos ornamentos florales… también iluminan las calles con ingeniosas lámparas que junto al resto del conjunto disfrazan la calle para recibir el paso de un acto de fe, y el paso de su paisana más querida, estos trabajos son como una particular ofrenda que los vecinos brindan a la que cariñosamente es llamada la beateta.
Asistiendo a la procesión se pueden observar en esquinas y bajos cuadros plásticos llamados "milacres" que recrean escenas de la vida de la beata, consisten en la elaboración de un decorado que simule un espacio del s.XVII o de algún momento histórico relacionado con la santa en el interior del escenario unos personajes ataviados con vestidos adecuados a cada escena, permanecen en posición estática durante el transcurso de la procesión completando la escenificación.
- Datos: Q2894526